# Yponomeuta nigrifimbrata
Yponomeuta nigrifimbrata is een vlinder uit de familie van de stippelmotten (Yponomeutidae). De wetenschappelijke naam van de soort werd in 1882 gepubliceerd door Christoph.